# Лучний тетерук
Лучний тетерук (Tympanuchus) — рід куроподібних птахів родини фазанових (Phasianidae). Рід поширений у степовій зоні США.

## Види
- Tympanuchus cupido — тетерук лучний
- Tympanuchus pallidicinctus — тетерук малий
- Tympanuchus phasianellus — тетерук манітобський